# Géza Imre
Géza Imre (Budapest, 23 dicembre 1974) è uno schermidore ungherese, vincitore di una medaglia d'argento ed una di bronzo nella scherma ai giochi olimpici.
È il marito della giocatrice di pallamano Beatrix Kökény.

## Palmarès
- Giochi olimpici:

Atlanta 1996: bronzo nella spada individuale.
Atene 2004: argento nella spada a squadre.
Rio de Janeiro 2016: argento nella spada individuale e bronzo nella spada a squadre.
- Mondiali

L'Aia 1995: bronzo nella spada a squadre.
La Chaux de Fonds 1998: oro nella spada a squadre.
Nîmes 2001: oro nella spada a squadre.
San Pietroburgo 2007: bronzo nella spada a squadre.
Adalia 2009: argento nella spada a squadre.
Parigi 2010: bronzo nella spada a squadre.
Catania 2011: argento nella spada a squadre.
Kiev 2012: bronzo nella spada a squadre.
Budapest 2013: oro nella spada a squadre.
Mosca 2015: oro nella spada individuale.
- Europei

Plovdiv 1998: oro nella spada a squadre.
Mosca 2002: bronzo nella spada individuale.
Zalaegerszeg 2005: bronzo nella spada a squadre.
Smirne 2006: oro nella spada a squadre.
Gand 2007: oro nella spada a squadre.
Kiev 2008: oro nella spada individuale e argento nella spada a squadre.
Plovdiv 2009: oro nella spada a squadre.
Lipsia 2010: oro nella spada a squadre.
Sheffield 2011: argento nella spada a squadre.
Legnano 2012: argento nella spada a squadre.
Zagabria 2013: argento nella spada a squadre.